# Wijnbouw in Libanon

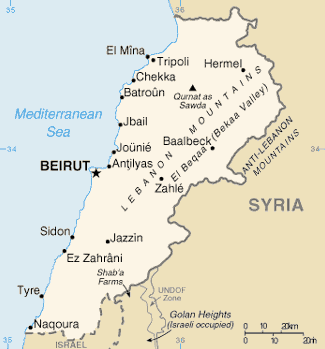
Kaart van Libanon

De wijnbouw in Libanon is een van de oudste in de wereld. De moderne wijnbouw vindt voornamelijk plaats in de Bekavallei - rondom Baalbek - waar het warm en zonnig is. In 1998 waren er nog slechts vijf wijnmakerijen van betekenis. Ondanks de vele conflicten die het land kent, wordt er jaarlijks toch nog zo’n 5 miljoen liter wijn geproduceerd in ongeveer 30.000 ha wijngaard. In 2010 werd dit gerealiseerd door ruim 30 wijnbedrijven.

## Geschiedenis
De wijnbouw in Libanon vindt er al zo’n 8000 jaar plaats. Het land ligt in een driehoek die de bakermat is van de wijnbouw welke wordt gevormd door de Kaukasus (het tegenwoordige Armenië en Georgië), Mesopotamië (het tegenwoordige Irak) en Palestina.
De Feniciërs brachten 5000 jaar geleden de eerste wijnstokken langs de kuststrook in cultuur. Uit opgravingen bij de stad Byblos zijn hier aanwijzingen voor gevonden. Door Robert Ballard - een oceanograaf uit de Verenigde Staten - zijn twee Phoenische wrakken van 750 jaar BC gevonden met daarin een lading wijn die nog intact was. De wijn lijkt door de Feniciërs te zijn beschermd door een laagje olijfolie op de wijn en vervolgens verzegeld door een dennenhouten-stop met hars.
Wijn heeft een belangrijke rol gespeeld in de Fenicische religie. De Griekse god Dionysus dan wel de Romeinse god Bacchus hebben hun oorsprong van de wijn-rituelen uit de Kanaän.
In de stad Baalbek staan de ruïnes van de Tempel van Bacchus welke door de Romeinen in de 2e eeuw BC is gebouwd ter ere van hun wijngod Bacchus. Er zijn vele afbeeldingen te zien van wijnranken en wijnconsumptie…
Het waren de Venetiaanse kooplieden die rond de middeleeuwen de wijn exporteerden naar Europa.
In 1517 - toen het grondgebied van het hedendaagse Libanon deel uitmaakte van het Ottomaanse Rijk - was wijn verboden. Behalve dan voor religieuze doeleinden.

## Moderne wijnbouw
In 1857 plantten de Jezuïeten-monniken de uit Algerije afkomstige cinsault-druif. Dit deden ze op het Chateau Ksara in het Zahleh district in de Bekavallei. De Franse ingenieur Eugène François Brun richtte het Domaine des Tourelles op. Anderen volgden zijn voorbeeld. Met name Gaston Hochar die dat deed met Chateau Musar.
Tussen de twee wereldoorlogen was het de Franse invloed die de cultuur van wijndrinken bevorderde. Net als de verfijnde mediterrane cultuur die Beiroet op dat moment had.
In de jaren 60 van die eeuw waren er zo al enkele wijnhuizen actief.
Sinds 1982 is de productie van wijn enorm afgenomen vanwege de oorlog. Pas in de jaren 90 kreeg de wijnbouw een nieuwe impuls. Domaine Wardy werd in 1997 opgericht en Massaya in 1998. De Franse invloed bleef onverminderd groot.
Het conflict van 2006 veranderde niet veel aan de voortgang in nieuwe ontwikkelingen. Ook al misten sommige wijngoederen op een haar na hun oogst. Massaya’s oogst werd helaas toch geheel vernield. Ondanks - of misschien wel dankzij - steeg de vraag naar Libanese wijn. Wellicht uit solidariteit van Britse kopers.

## De wijn en wijnhuizen

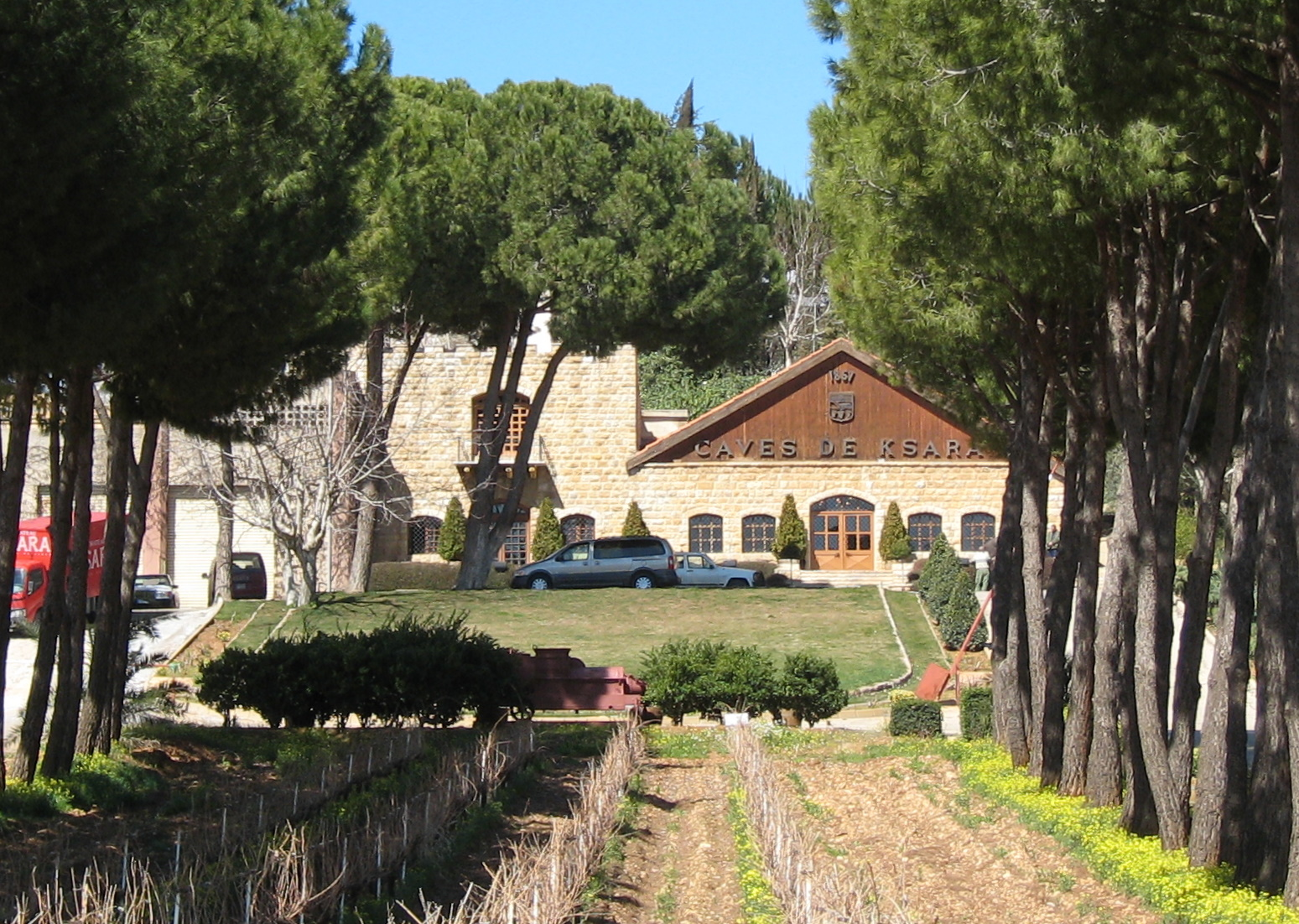
Les caves de Ksara

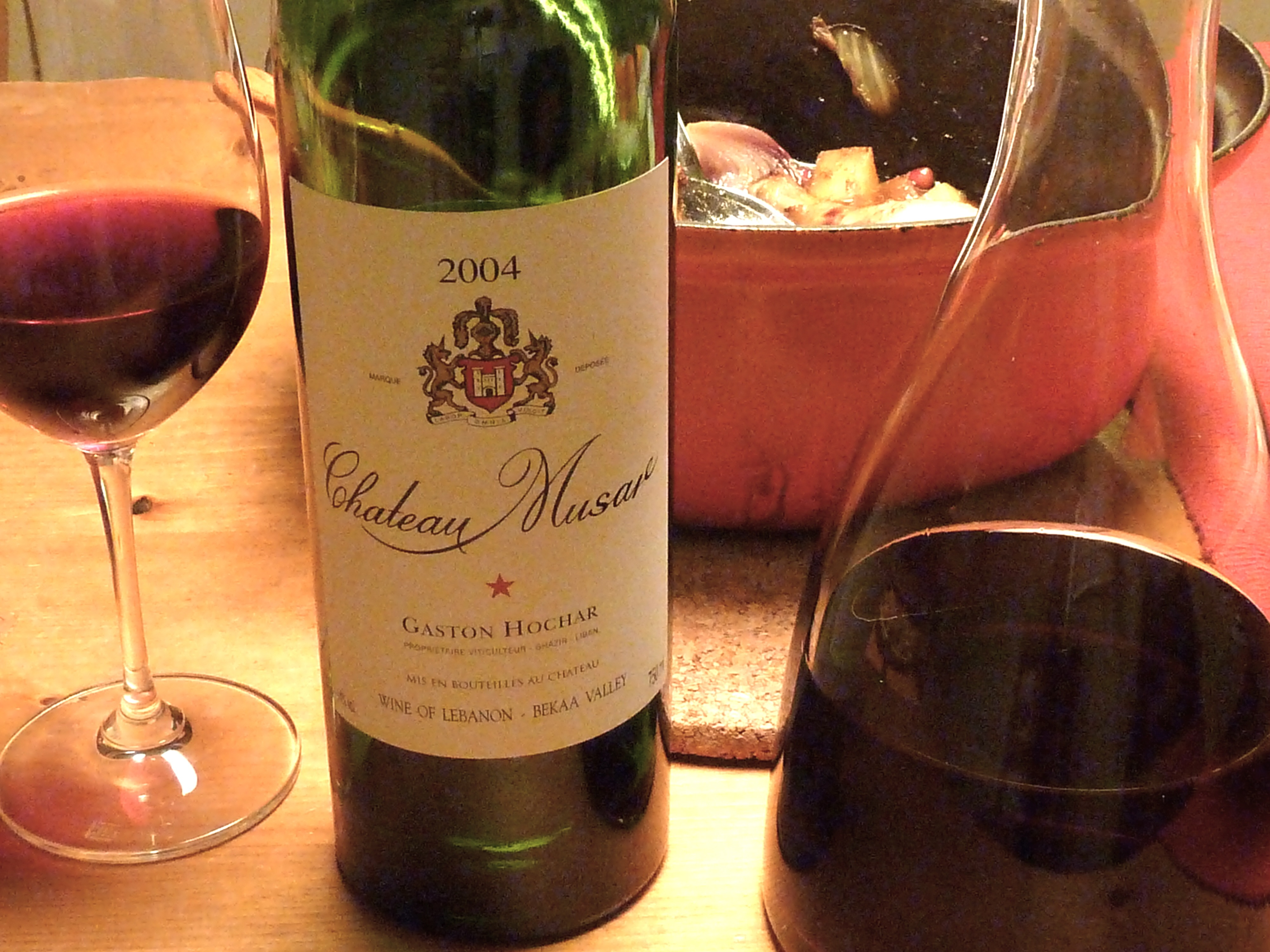
Château Musar 2004 uit de Bekavallei

Het zijn juist de Franse druivensoorten die hier verbouwd worden. Zoals Cabernet sauvignon en Merlot, maar ook de typische "Rhône-druiven" Cinsault, Carignan en Grenache. Daarnaast kent men ook inheemse soorten zoals Obaideh en Merwah.
Alle grote wijnmakerijen bevinden zich in het zuidelijke deel van de Bekavallei. Chateau Ksara is de grootste en neemt 70% van de landelijke productie voor zijn rekening. Het is overigens niet meer verbonden met het Jezuïetenklooster van Tanail. Het is in 1972 verkocht.
Het een na grootste wijngoed is Chateau Kefraya. Hun voormalige wijnmaker Yves Morard heeft daar in de buurt Cave Kouroum opgericht.
Het bekendst is Chateau Musar of Mzar in het plaatsje Ghazir welke in 1930 werd opgericht. Het bereikte internationale erkenning op de Wine Fair van Bristol in 1979. Lange tijd is het het enige wijngoed geweest dat Libanese wijn naar het westen exporteerde.
Hun ongeveer 180 hectare wijngaard is beplant met plaatselijke druivensoorten als Obeideh en Merwah die worden gebruikt voor de "Musar White". Daarnaast vooral de vitis vinifera soorten cabernet sauvignon en Carignan.

In het jaar 1976 en 1984 is er geen wijn gemaakt vanwege de oorlogshandelingen in het gebied.
Massaya is een wijnmakerij met eveneens grote Franse invloed dat hard aan de weg timmert door zich te profileren via de media en artikelen in het wijn magazine Decanter. Massaya heeft een wijngaard-restaurant en een proeflokaal.
De Karam Winery is de eerste wijnproducent in het zuiden van Libanon, in de regio Jezzine.
Voorts kan men als belangrijke wijnhuizen noemen,

Chateau Marsyas, Domaine Wardy, Domaine de Baal, Vin Héritage, Château Faqra, Château Nakad in Jdita, Domaine des Tourelles (die ook Brun arak maakt), Clos Saint Thomas, Cave Kouroum, Clos de Cana, Nabise Mont Liban, Château Qanafar, Château Khoury en Couvent St. Sauveur.
Zo’n 50% van de totale productie Libanese wijn wordt geëxporteerd naar voornamelijk het Verenigd Koninkrijk, Frankrijk en de Verenigde Staten.

## Klimaat en microklimaat
In de Bekavallei is het zonnig en droog zonder dat er woestijnvorming plaatsvindt. De stenige bodem is daar rijk aan kalk.